# Quanzhou
Pour les articles homonymes, voir Quanzhou (homonymie).
Quanzhou (chinois : 泉州市 ; pinyin : quánzhōu shì ; dans d'anciennes translittérations, Tchiouan-Tchéou, T'swan-chau ou Chinchew) est une ville-préfecture de la province du Fujian en Chine. La population du centre urbain est d'environ 400 000 habitants. La population de la ville-préfecture de Quanzhou est de 7 620 000 habitants (en 2006). On y parle le dialecte minnan.
La ville, traversée par le Jin Jiang, est située au pied des monts Qingyuan, à une centaine de kilomètres nord est de Xiamen.
Le nom médiéval de Quanzhou, Citong, Tsia-toung, Çayton, Zayton, Zaytûn en arabe, est probablement à l'origine du nom satin.

## Histoire
Quanzhou (Zaïton) était un comptoir et un port de commerce important au XIIIe siècle. Marco Polo, Odoric de Pordenone et Ibn Battuta ont été les premiers à faire connaître cette ville et son port et les évoquaient élogieusement.  Le port était alors le centre des relations commerciales de la Chine vers le sud-est asiatique, et de là partirent la tentative d'invasion de Java sous les Mongols (1293) et les expéditions maritimes de Zheng He (vers 1420).
La ville a été le siège d'un évêché catholique dès le XIVe siècle.
Beaucoup de commerçants arabes et persans ont fait souche dans la région : en témoigne une exposition au Centre de Culture Arabe. Le personnage de Li Nu est un bon exemple des relations étroites avec la Perse.
Les Chinois d'Outremer d'origine locale seraient au nombre de 6 millions. Hong Kong en abrite environ 600 000.
On fabrique encore à Quanzhou les déhuà, porcelaines connues en Occident sous le nom de blanc-de-Chine.
16 sites de la ville sont inscrits sur la liste du patrimoine mondial par l'UNESCO le 25 juillet 2021 sous le nom de Quanzhou : emporium mondial de la Chine des Song et des Yuan.

## Économie
Quanzhou est aujourd'hui la première ville économique de la province du Fujian.
En 2005, le PIB total a été de 162,6 milliards de yuans, et le PIB par habitant de 21 427 yuans.
Pour mémoire, les chiffres de 2002 sont respectivement de 122,3 et 16650.
Exportations : thé, bananes, lychees, riz, granite, céramiques, textiles, chaussures, vêtements, mode, emballages, papier, pétrochimie...
Transports : aéroport récent à 20 km (Jinjiang), (auto)routes en construction, nouvelle ligne de chemin de fer rapide en construction, nouvelle gare...
La circulation en centre-ville est souvent chaotique. Les bus restent efficaces, à 1 RMB le trajet.

## Culture
Quanzhou est une des vingt-quatre villes culturelles historiques approuvées par le gouvernement chinois :
- Liyuan Opera (梨园戏)
- Puppet Show (提线木偶戏)
- Gaojia Opera (高甲戏)
- Dacheng Opera (打城戏)

Productions remarquables :
- Dehua Porcelain (德化瓷器)
- Huian Stoneware (惠安石刻)
- Anxi Tieguanyin (安溪铁观音)
- Quanzhou Martial Arts (泉州五祖拳)
- Yongchun Martial Arts (永春白鹤拳)

## Sites touristiques
- Temple de Kaiyuan : 6 000 m2, XIIIe siècle, patrimoine chinois (1982), entrée gratuite ,
- Pagodes de l'Est et de l'Ouest, dans le temple Kaiyuan,
- La mosquée Qingjing (清净寺, 清淨寺, qīngjìng sì), érigée en 1009, dans le style de Damas, aussi appelée Aisuhabu-Moschee (Aisuhabu qingzhensi 艾苏哈卜清真寺). C'est une des plus anciennes constructions musulmanes de Chine, inscrite au patrimoine chinois en 1961.
- Le Guandi Miao, dédié au général Guan Yu (160-219),
- Le Musée de la mer : le riche passé maritime de la ville, dont la trace de l'amiral Zheng He,
- Le Musée de la marionnette,

à l'extérieur du centre-ville
- Montagnes de Qingyuan ;
- Statue monumentale en pierre d'un saint taoïste, au pied de ces montagnes, (toucher sa main permettrait une longévité de 120 ans) ;
- Le pont de Luojiang, sur la rivière Luojiang, district de Luojiang, ou Wanan Du, construit en pierre en 1053, 7 m de large sur 1 200 m ;
- Ancien ferry, sur la rivière Han, avec tour en pierre, à Jinjiang, port de l'arbre de corail ;
- Le Pont d'Anping, ou « Pont de cinq li », à Jinjiang, 1138-1151, 360 piliers, 3 à 3,8 m. de large sur 2 225 m. (2 070 actuellement) ;
- Le temple manichéen de Anhai (1339), Jinjiang) ;
- La montagne des neuf Immortels, à Dehua, chaîne de Daiyun, 99 grottes ;
- La roche de Qingshui, à Penglai, comté de Anxi ;
- La montagne de Jiuri, à Nan'an, avec le temple de Yanfu (construit en 288) ;
- Mur de ville de Chong Wu, district de Hui'an, à 60 km, classé au patrimoine mondial.

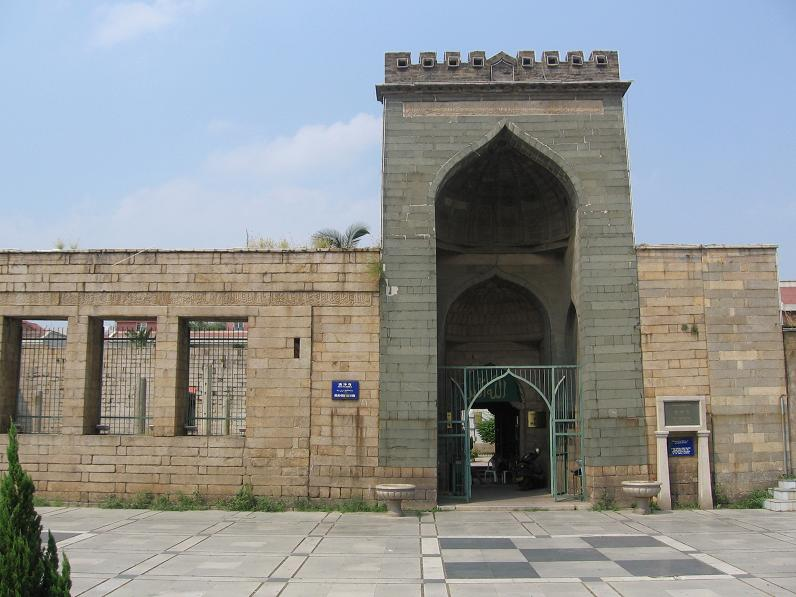
mosquée Qingjing
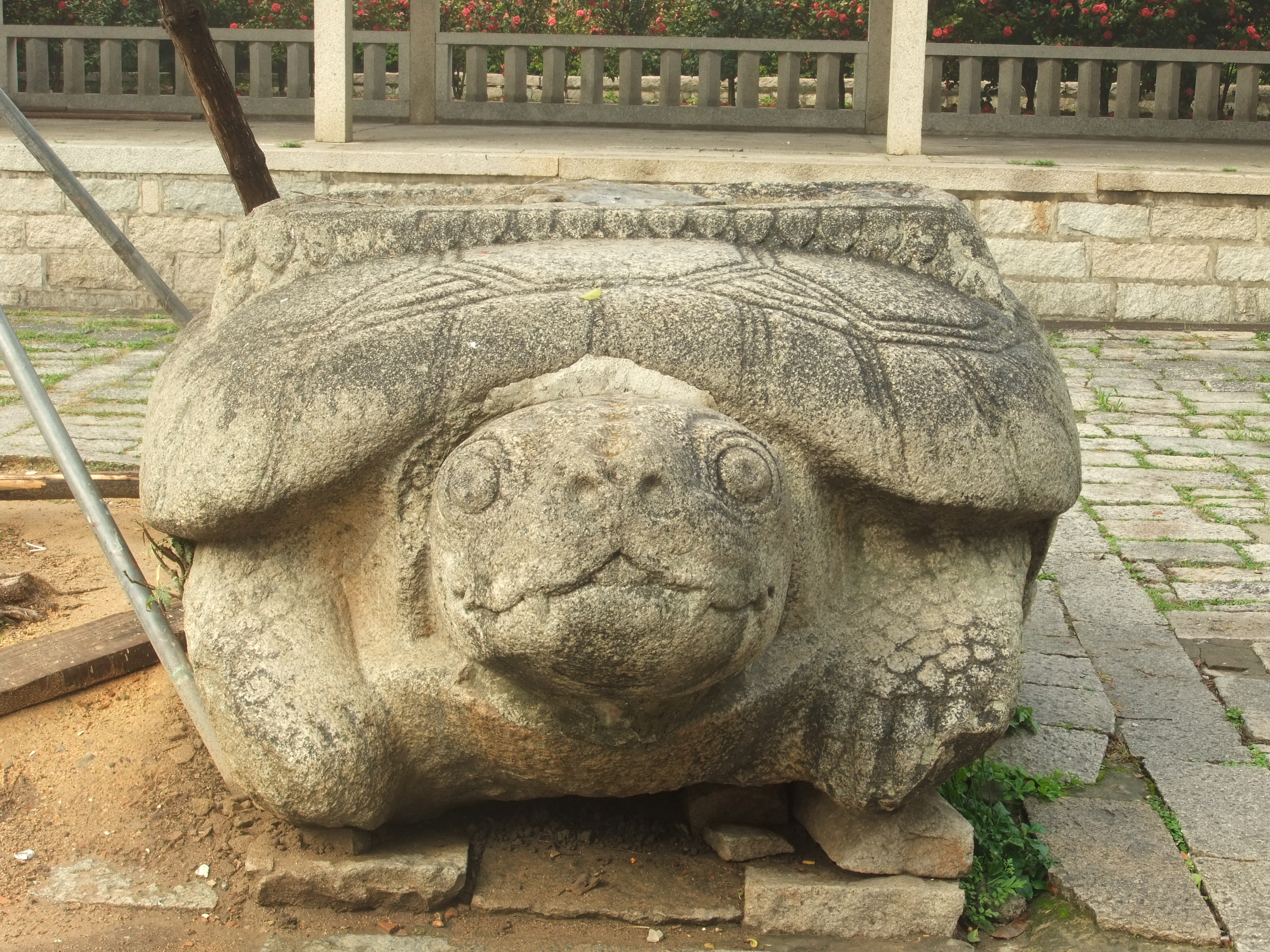
Stèle bìxì du temple Kaiyuan
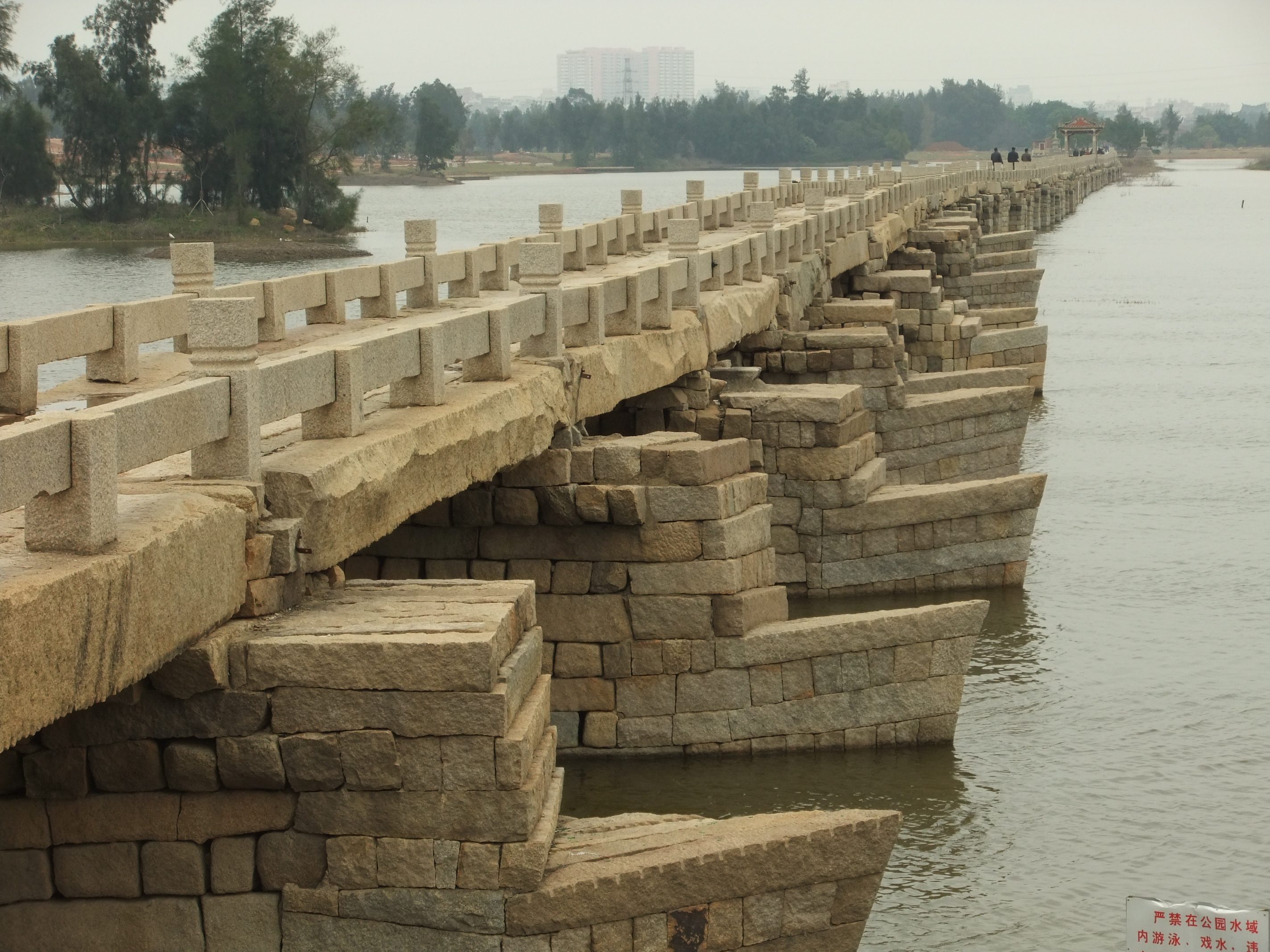
Le pont d'Anping.

### Site du patrimoine mondial de l'UNESCO
Le bien « Quanzhou : emporium mondial de la Chine des Song et des Yuan », inscrit sur la liste du patrimoine mondial le 25 juillet 2021 car il "illustre le dynamisme de la ville en tant qu’emporium maritime pendant les périodes Song et Yuan (Xe – XIVe siècles de notre ère) et ses interconnexions avec l’arrière-pays chinois". Ce bien comprend les 16 sites suivants :
| Site                                                                | Bien - superficie (ha) | Zone tampon - superficie (ha) | Coordonnées                              | Illustration |
| ------------------------------------------------------------------- | ---------------------- | ----------------------------- | ---------------------------------------- | ------------ |
| Vieille ville                                                       | 38,57                  | 709,78                        | 24° 54′ 20,4″ nord, 118° 35′ 24″ est     |              |
| Site du pont Shunji                                                 | 13,64                  |                               | 24° 53′ 35,6″ nord, 118° 34′ 59,5″ est   |              |
| Temple de Zhenwu (en) et quais de l'estuaire                        | 25                     | 56,99                         | 24° 52′ 42″ nord, 118° 37′ 26″ est       |              |
| Quai Shihu                                                          | 3,62                   | 5 617,56                      | 24° 48′ 25,08″ nord, 118° 42′ 55,28″ est |              |
| Pagode Liusheng                                                     | 2,37                   |                               | 24° 48′ 28,19″ nord, 118° 43′ 31,1″ est  |              |
| Pagode Wanshou                                                      | 16,36                  | 2 080,87                      | 24° 43′ 20,99″ nord, 118° 40′ 22″ est    |              |
| Pont d'Anping                                                       | 139,86                 | 342,94                        | 24° 42′ 19″ nord, 118° 26′ 38″ est       |              |
| Statue de Mani dans le temple Cao'an                                | 2,68                   | 76,32                         | 24° 46′ 24″ nord, 118° 31′ 46″ est       |              |
| Pont de Luoyang (en)                                                | 109,28                 | 568,29                        | 24° 57′ 15,99″ nord, 118° 40′ 33,99″ est |              |
| Tombes islamiques                                                   | 4,72                   | 19,22                         | 24° 54′ 24,09″ nord, 118° 37′ 14″ est    |              |
| Statue de Lao Tseu                                                  | 8,11                   | 178,64                        | 24° 56′ 51,99″ nord, 118° 35′ 40,98″ est |              |
| Inscriptions de prière du vent de la montagne de Jiuri              | 11,37                  | 45,14                         | 24° 57′ 08,49″ nord, 118° 31′ 45,3″ est  |              |
| Sites des fours Cizao (fours Jinjiaoyishan)                         | 6,87                   | 68,23                         | 24° 51′ 12,98″ nord, 118° 28′ 04″ est    |              |
| Sites des fours Dehua (fours Weilin-Neiban)                         | 57,74                  | 332,08                        | 25° 28′ 28,5″ nord, 118° 17′ 47,49″ est  |              |
| Sites des fours Dehua (fours Qudougong)                             | 4,89                   | 52,07                         | 25° 29′ 22,98″ nord, 118° 15′ 03,98″ est |              |
| Site de production de fer de Xiacaopu du village de Qingyang à Anxi | 89,98                  | 977,89                        | 25° 11′ 10″ nord, 117° 57′ 20″ est       |              |

## Universités
- Huaqiao University (publique nationale)
- Yang-en University (privée)
- Quanzhou Normal University (publique)
- Quanzhou Medical College (publique)
- Liming Vocational University(publique)

## Personnalités célèbres
- Cai Guo-Qiang (1957-), artiste plasticien
- Eka Tjipta Widjaja (en) (Oei Ek Tjhong), homme d’affaires
- Lai Changxing (en) (1958-), homme d’affaires
- Li Zhi (1527-1602), philosophe, écrivain et historien
- Ni Chih-Chin (1942-), athlète chinois, spécialiste du saut en hauteur. Record du monde (non ratifié) en 1970.
- Shi Tao (1642-~1707), peintre, calligraphe et poète
- Su Song (1020-1101), scientifique polymathe
- Wang Dayuan (1311-1350), voyageur et explorateur
- Wong Yu-hong, Philip (en) (1938-), juriste et politicien de Hong Kong
- Yao Chen (en) (1979-), actrice
- Yantou Quanhuo (en) (828-887), maître chan (zen)
- Zhu Wen (1967-), écrivain, réalisateur et scénariste

## Jumelage
- Neustadt an der Weinstraße (Allemagne),
- Urasoe (Japon),
- Montreal Park (États-Unis).

## Subdivisions administratives
La ville-préfecture de Quanzhou exerce sa juridiction sur douze subdivisions - quatre districts, trois villes-districts et cinq xian :
- le district de Fengze - 丰泽区 Fēngzé Qū , 132 km2, 180 000 hab. ;
- le district de Licheng - 鲤城区 Lǐchéng Qū, 52 km2, 270 000 hab. ;
- le district de Luojiang - 洛江区 Luòjiāng Qū , 382 km2, 170 000 hab. ;
- le district de Quangang - 泉港区 Quángǎng Qū , 326 km2, 370 000 hab. ;
- la ville de Shishi - 石狮市 Shíshī Shì , 189 km2, 310 000 hab. ;
- la ville de Jinjiang - 晋江市 Jìnjiāng Shì, 721 km2, 1 030 000 hab. ;
- la ville de Nan'an - 南安市 Nán'ān Shì , 2 035 km2, 1 480 000 hab. ;
- le xian de Hui'an - 惠安县 Huì'ān Xiàn , 762 km2, 920 000 hab. ;
- le xian d'Anxi - 安溪县 Ānxī Xiàn , 2 983 km2, 1 070 000 hab. ;
- le xian de Yongchun - 永春县 Yǒngchūn Xiàn , 1 452 km2, 550 000 hab. ;
- le xian de Dehua - 德化县 Déhuà Xiàn , 2 210 km2, 310 000 hab. ;
- le xian de Jinmen - 金門县 Jīnmén Xiàn, 153 056 km2, 84 570 hab., archipel Quemoy disputé avec Taiwan.

## Transport
- L'aéroport international de Xiamen-Xiang'an (en construction) se trouve à 44 kilomètres du centre-ville de Quanzhou.